# Chasydka i odstępca
Chasydka i odstępca – polski niemy film fabularny z 1911, z napisami w języku jidysz. Nie wiadomo nic na temat jego treści. Film uznaje się dziś za zaginiony.